# Rachetă Trident

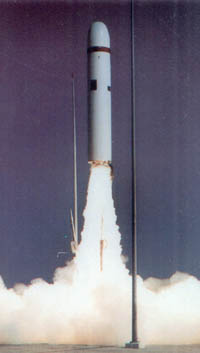
Rachetă Trident II.

Racheta Trident, numită după trident, este o rachetă balistică lansată de pe submarin (SLBM), echipată cu ogive nucleare multiple și lansată de pe submarine cu propulsie nucleară. 
A fost construită de Lockheed Martin în două versiuni: Trident I și Trident II, ultima aflându-se încă în serviciu activ.
Racheta zboara cu aprox. 20.000 km/ora; la aceasta viteza ar ajunge de la New York la Moscova in 20 min.

## Legături externe
- Basic characteristics of Trident II D-5 Arhivat în 5 aprilie 2006, la Wayback Machine. at the U.S. Navy
- Trident I C-4 page at Lockheed Martin
- Trident II D-5 page at Lockheed Martin
- Trident II D-5 at the Federation of American Scientists